# فریدون هژبرپور
فریدون هژبرپور (زادهٔ ۱۰ ژانویهٔ ۲۰۰۰) بازیکن فوتبال اصالتاً ایرانی اهل کانادا است که در پست هافبک دفاعی برای باشگاه فوتبال پاسفیک در لیگ برتر فوتبال کانادا بازی می‌کند.
وی همچنین در تیم ملی فوتبال زیر ۱۷ سال کانادا بازی کرده‌است.
هژبرپور در سال ۲۰۰۰ از مادری ایتالیایی و پدری ایرانی در برنابی کانادا زاده شده‌است.